# Candyman (canção)
"Candyman" é uma canção da cantora norte-americana Christina Aguilera, lançada pela RCA Records em 20 de fevereiro de 2007, como o terceiro single de seu quinto  álbum de estúdio Back to Basics (2006). A faixa foi escrita pela própria cantora com Linda Perry, que também fez sua produção. Planejada por Aguilera para ser lançada como o segundo single do disco, foi trocada por "Hurt" em desejo da RCA. "Candyman" é uma obra de pop, jazz e blues, com influências de swing que fala sobre relações sexuais.
Após seu lançamento, o tema foi recebido com opiniões positivas dos críticos de música, que elogiaram a sua divertida melodia e consideraram uma das faixas destaque do segundo disco de Back to Basics, enquanto alguns observaram seu conteúdo sexual "ousado". Comercialmente, o single atraiu sucesso moderado nas tabelas musicais mundialmente, alcançando o top 20 em diversos países. Nos Estados Unidos, "Candyman" chegou a 25ª posição na Billboard Hot 100, e foi certificado ouro pela Recording Industry Association of America (RIAA), tendo vendido mais de 1.153.000 milhões de cópias no país, de acordo com a Nielsen SoundScan.
O videoclipe para a obra foi dirigido pela cantora em parceria com Matthew Rolston, e apresenta uma espécie de tributo ao grupo The Andrews Sisters, baseando-se em elementos dos anos 1940. O vídeo foi recebido com opiniões positivas dos críticos e ainda indicado ao MTV Video Music Awards de Melhor Direção. "Candyman" também foi indicado a categoria de Melhor Performance Pop Feminina na 50ª cerimônia do Grammy Awards, mas perdeu para "Rehab" de Amy Winehouse. Para promover a faixa, Aguilera apresentou-a diversas vezes ao vivo, incluindo no NBA All-Star Game de 2007. Em 2008, "Candyman" foi incluído no primeiro álbum de grandes êxitos da cantora, intitulado Keeps Gettin' Better: A Decade of Hits, que compilava as suas obras de assinatura.

## Antecedentes e lançamento
Após terminar os trabalhos com seu quarto álbum de estúdio, Stripped (2002), e lançar diversas colaborações, Aguilera decidiu incorporar elementos musicais populares nos anos de 1930 e 1940 em seu seguinte projeto,comentando que queria ser identificada como uma visionária entre as produções de cada registro.Ela então enviou cartas a vários produtores que ela esperava que poderia ajudá-la com a direção que estava levando para o trabalho, incentivando-os a experimentar, reinventar e criar algo moderno.
O término dos trabalhos com o projeto rendeu em Back to Basics, que é composto por dois discos.No primeiro álbum, Aguilera colaborou com produtores de hip-hop, incluindo DJ Premier e Mark Ronson, que produziram algumas faixas incluindo samples. Ela o descreveu como "uma espécie de retrocesso aos elementos de jazz, blues e soul combinados com um toque moderno em batidas contundentes".O conteúdo de seu segundo disco, foi escrito e produzido unicamente por Aguilera e Linda Perry, que havia trabalhado com a cantora anteriormente, incluindo no hit single "Beautiful".Aguilera comentou sobre a colaboração com Perry no registro, dizendo:
| “ | "Nós criamos tudo a partir do nosso próprio mundo, foi tudo com um toque autêntico e orgânico. Não há samples - é tudo música ao vivo, exceto "Candyman". Uma das músicas do segundo disco soa como se estivéssemos em um clube burlesco dos anos 20, outra canção soa como se fosse gravada na mesma época, usando um microfone vintage, e tudo isso é muito excitante". | ” |

Originalmente, "Candyman" foi planejada para ser lançada como o segundo single de Back to Basics no final de 2006.Em julho do mesmo ano, durante uma entrevista da cantora com a revista Seventeen, ela afirmou que o tema seria lançado para dar continuidade a promoção do álbum após "Ain't No Other Man".Entretanto, a gravadora RCA Records decidiu lançar "Hurt" como o segundo single, pois sentiu que a faixa seria um sucesso comercial assim como foi "Beautiful" em 2002.Como resultado, "Hurt" se tornou a segunda música de trabalho do disco, enquanto "Candyman" a terceira, enviada para as rádio norte-americanas em 20 de fevereiro de 2007.

## Estilo musical e letra
"Candyman" é uma canção de tempo moderado que incorpora elementos de música pop, bluese jazzcom influências de swing,produzida pela norte-americana Linda Perry,e que de acordo com a própria cantora, foi inspirada em "Boogie Woogie Bugle Boy" (1941) das The Andrews Sisters.A sua gravação foi feita em 2006, nos estúdios The Record Plant, em Los Angeles, na Califórnia.Sua composição foi construída por bateria, trompete e saxofone influenciados em boogie-woogie.O tema traz como amostra a marcha militar "Tarzan and Jane Swingin' on a Vine" de Run to Cadence with U.S. Marine, Vol. 2.De acordo com alguns críticos, Aguilera traz uma sensação retrô dos anos 1940, mas ainda mantém seu lado sexy,cantando: "Ele é de parar o trânsito, faz minha calcinha cair".
A letra foi escrita por Aguilera e Perry.De acordo com a partitura publicada pela Universal Music Publishing Group, a música é definida no tempo de assinatura moderado com um metrônomo de 86 batidas por minuto.Composta na chave de mi maior com o alcance vocal que vai desde a nota baixa de sol para a nota alta de mi.No tema, Christina fala sobre relações sexuais, onde diz estar seduzida por alguém que ela descreve como um "homem doce", cantando: "Não há nada mais perigoso que um garoto com charme". Em outra parte da letra ela diz: "Ele tem aqueles lábios com sabor de cana-de-açúcar / Ele é de parar o trânsito com seu enorme 'uh'."

## Recepção crítica
| Críticas profissionais | Críticas profissionais |
| Avaliações da crítica  | Avaliações da crítica  |
| Fonte                  | Avaliação              |
| ---------------------- | ---------------------- |
| Billboard              | (Positiva)             |
| About.com              | [ 17 ]                 |
| The Guardian           | (Negativa)             |

"Candyman" recebeu opiniões positivas da crítica especializada após seu lançamento. Jenny Eliscu da Rolling Stone elogiou a obra por ser "divertida" e "indecente", além de ser uma "imitação positiva" de "Boogie Woogie Bugle Boy" das The Andrews Sisters.A revista Billboard chamou o single de "atrevido", mas elogiou os vocais de Aguilera no mesmo, dizendo que "alguns vocalistas populares poderiam se inspirar em tal façanha louvável".Bill Lamb do About.com deu a "Candyman" quatro de cinco estrelas, escrevendo: "[Com a canção] Aguilera continua mostrando que é uma das principais artistas femininas da música".Por outro lado, Amanda Murray da Sputnikmusic chamou as letras do tema de "estúpidas e descaradamente vulgares", que lembrava "The Lady Is a Vamp" das Spice Girls, entretanto a elogiou por ser "divertida".Spence D. do portal IGN descreveu-a como "bizarra", além de notar que era uma "divertida imitação" de "Boogie Woogie Bugle Boy".O crítico Dan Gennoe da Yahoo! chamou a obra de "uma boa amostra dos anos 1940".
Stephen Thomas Erlewine do Allmusic selecionou "Candyman" uma das duas faixas de destaque no segundo disco de Back to Basics, ao lado de "Mercy on Me".Lucy Davis da BBC Music escolheu "Candyman" e "I Got Trouble" como duas faixas da old-school que se "transformam em um grande sucesso atual".Onde selecionava as 10 melhores canções de Aguilera, Alexandra Capotorto do PopCrush incluiu "Candyman" na terceira posição, escrevendo: "Não podemos dizer o quanto amamos 'Candyman', Christina traz uma sensação retrô, mas ainda mantém seu lado sexy e contemporâneo junto com as letras".Entretanto, o jornal The Guardian recebeu o single negativamente, escrevendo que ele é uma "criação terrível de uma ex-artista da Disney", acrescentando que "quanto mais alegre ela soa, mais aterrorizante ela se torna".
Ainda que não fosse bem recebida por alguns críticos, a canção chegou a ser indicada ao Grammy Awards de 2008 na categoria de Melhor Performance Pop Feminina, mas acabou perdendo para "Rehab" da cantora britânica Amy Winehouse.

## Videoclipe

As três versões de Aguilera no vídeo, de acordo com ela, um tributo ao grupo The Andrews Sisters.

Um vídeo de acompanhamento para a faixa foi dirigido pela própria cantora junto a Matthew Rolston, sendo gravado em 28 de janeiro de 2007 em um hangar no sul da Califórnia.O vídeo usa como tema a Segunda Guerra Mundial, baseado em elementos dos anos 1940.Na maior parte do vídeo da música, ela dança e canta em três cores diferentes do cabelo: vermelho, loiro e preto, como se ela estivesse fazendo parte de um trio, como um tributo as The Andrews Sisters, vestida de marinheiro.Aguilera afirmou que as cores de cabelo não foram alteradas digitalmente,e ainda explicou como os cabelos significam para ela no vídeo:
| “ | A morena interpreta os meus dias em Stripped, ela é um pouco "safada". A ruiva olha durante todo o vídeo para a loira, como se estivesse com ciúmes dela, tipo 'Porque não sou eu cantando na liderança?'. E a loira, é claro, sou eu, meio doce e atrevida ao mesmo tempo. | ” |

Rolston e Aguilera também explicaram o porque da escolha do tema, dizendo: "[Estamos] saudando a Segunda Guerra Mundial, os planos de bombardeio, os militares e todas essas coisas. É realmente um visual forte para o vídeo".Em outras cenas, a cantora interpreta no vídeo com um visual retrô, fazendo referências a "We Can Do It!", uma famosa propaganda de guerra dos Estados Unidos para a fábrica Westinghouse Electric Corporation.Finalmente, onde dança swing ao lado de seus dançarinos, Aguilera aparece com visuais inspirados em garotas pin-up, como Judy Garland, Betty Grable e Rita Hayworth.O vídeo também apresenta uma propaganda para a bebida alcoólica Campari.Christina convidou Rolston para gravar o vídeo da canção junto com ela depois da sessão de fotos que ele fez dela para a revista Rolling Stone.Ele também editou a cena das coreografias da cantora no vídeo, baseados em filmes Technicolor, focando em cores primárias e cores secundárias brilhantes.A estreia do vídeo ocorreu em 22 de fevereiro de 2007, através da MTV.Em 7 de novembro de 2009, foi disponibilizado pelo canal de Aguilera no Youtube, através do Vevo.

### Recepção
O videoclipe foi recebido com elogios dos críticos, devido a suas coreografias e seu tema dos anos 1940. Sal Cinquemani da Slant Magazine o elogiou e escreveu que era o melhor vídeo da era Back to Basics.Alexandra Capotorto do PopCrush recebeu positivamente seu tema inspirado nos anos 40, chamando seus visuais e coreografias no vídeo de "incríveis".John Montgomery da MTV News escreveu: "Embora Aguilera demonstre principalmente o seu glamour no vídeo, ela também tem seu lado má, dançando sensualmente na frente de muitos militares que estão todos seduzidos por ela".O vídeo de "Candyman" foi indicado ao MTV Video Music Awards de 2007 na categoria de Melhor Direção, mas perdeu para "What Goes Around... Comes Around" de Justin Timberlake.

## Divulgação e outras versões

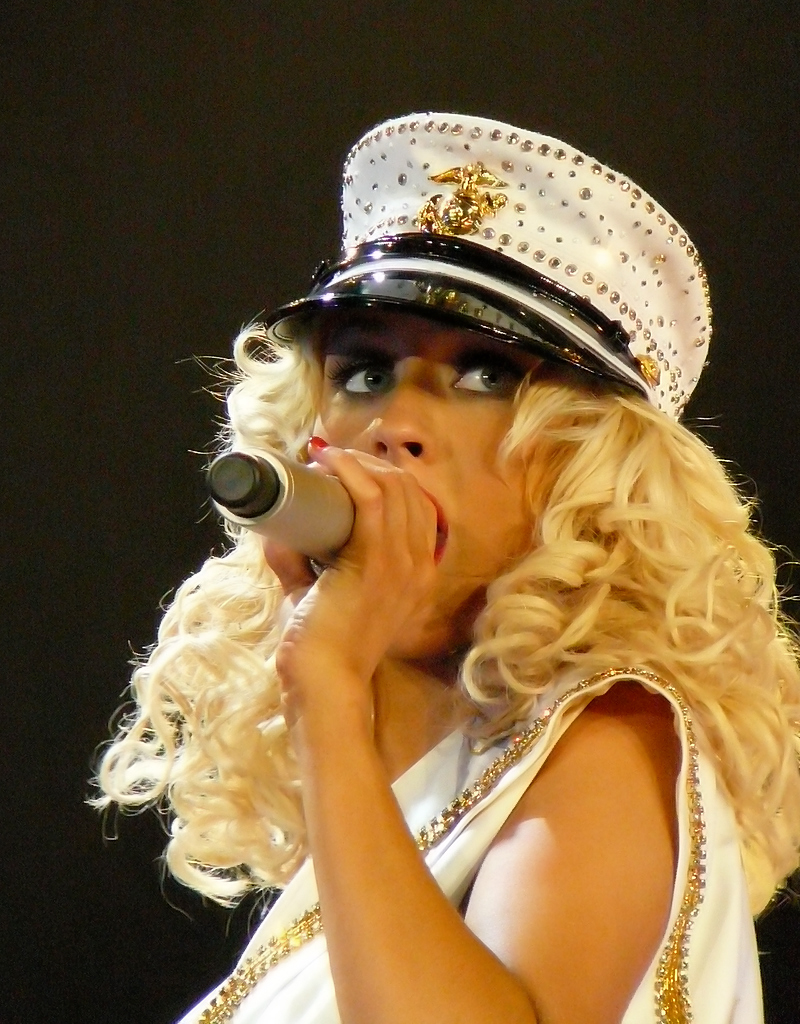
Aguilera apresentando "Candyman" na Back to Basics Tour (2006-07).

Aguilera apresentou "Candyman" pela primeira vez durante um show realizado na frente de 1.500 fãs e convidados em Londres, no dia 20 de julho de 2006.O concerto de 40 minutos ainda era composto por músicas do seu então próximo álbum Back to Basics e outras músicas, incluindo "Lady Marmalade" e "Beautiful".A MTV UK foi positiva em relação ao seu desempenho no concerto, escrevendo: "O show reflete o jazz de clube com um pouco de humor do novo álbum de Christina, com uma banda de apoio pesada e oscilante e dançarinos que se apresentam sensualmente ao redor do palco".Em 8 de setembro de 2006, Aguilera interpretou "Candyman" no Fashion Rocks, vestindo uma roupa de marinheiro. O desempenho foi apoiado por bailarinos e uma foto montagem de lendas do jazz que apareciam na tela atrás do palco.Em 31 de dezembro de 2006, ela interpretou a obra no Dick Clark's New Year's Rockin' Eve."Candyman" também foi realizado durante o show de intervalo do NBA All-Star Game de 2007.A canção mais tarde foi incluída na lista de faixas de sua turnê mundial Back to Basics Tour.O desempenho foi precedido por manchetes de jornais que comentavam: "Christina passa de 'Dirrty' para recatada" e "limpa seu ato".A performance do tema na turnê foi inclusa no seu DVD Back to Basics: Live and Down Under (2008). Em 2013, num especial do Dia de Ação de Graças do programa The Tonight Show with Jay Leno, a cantora novamente apresentou "Candyman" vestida com roupas militares.
Durante a terceira semana de competição do reality show britânico The X Factor, a competidora até então Alexandra Burke fez uma versão cover de "Candyman".Na série Glee, o single também foi gravado como uma versão cover por Amber Riley, Naya Rivera e Heather Morris no episódio "Pot o' Gold" da terceira temporada. Esta versão foi bem recebida pelos críticos, que a nomeou a melhor canção do episódio,e ainda conseguiu entrar na 158ª posição da UK Singles Chart."Candyman" também foi interpretado na quinta semana do The X Factor da Polônia pela semifinalista Ewelina Lisowska.

## Faixas e formatos
A versão single de "Candyman" contém apenas uma faixa com duração de três minutos e catorze, e foi comercializada em download digital apenas na França e na Alemanha. A canção foi lançada como uma versão física juntamente a um remix de "Hurt" mundialmente. Essa versão física também foi lançada como maxi single na França. Em 1 de maio de 2007, foi lançado digitalmente um extended play contendo três remixes da faixa.
| Download digital |            |         |  |
| N.º              | Título     | Duração |  |
| 1.               | "Candyman" | 3:14    |  |

| CD single |                        |         |  |
| N.º       | Título                 | Duração |  |
| 1.        | "Candyman"             | 3:14    |  |
| 2.        | "Hurt" (Snowflake Mix) | 4:05    |  |

| Maxi single - França |                        |         |  |
| N.º                  | Título                 | Duração |  |
| 1.                   | "Candyman"             | 3:14    |  |
| 2.                   | "Hurt" (Snowflake Mix) | 4:05    |  |

| Extended play digital - Remixes |                                    |         |  |
| N.º                             | Título                             | Duração |  |
| 1.                              | "Candyman" (Offer Nissim Club Mix) | 8:27    |  |
| 2.                              | "Candyman" (Ultimix Mixshow)       | 4:23    |  |
| 3.                              | "Candyman" (RedOne Mix)            | 3:19    |  |

## Desempenho nas tabelas musicais
Nos Estados Unidos, segundo a publicação de 20 de janeiro de 2007, a obra fez a sua estreia na Billboard Hot 100 no 99º lugar da parada.Em seguida, a canção alcançou a vigésima quinta posição da Hot 100, se tornando a décima quarta canção de Aguilera a alcançar o top 20 da tabela musical.Na Pop Songs, "Candyman" se posicionou na 23ª posição e, ao todo, passou 7 semanas na parada.Até então, o single foi certificado ouro nos Estados Unidos pela Recording Industry Association of America (RIAA), por vender mais de 500 mil cópias.Em 26 de setembro de 2012, durante uma nova publicação da revista Billboard onde disponibilizava todas as vendas de Aguilera nos Estados Unidos de acordo com a Nielsen SoundScan, "Candyman" havia vendido 1.153.000 milhões de exemplares pelo país.
Pela Europa, o single atraiu sucesso moderado nas tabelas musicais, alcançando o top 15 na Alemanha, Áustria, Bélgica, Dinamarca, Irlanda, Países Baixos e Suíça. Na Hungria, obteve um bom desempenho, chegando a terceira posição das mais tocadas no país na semana de 12 de agosto de 2007. "Candyman" provou ser um sucesso pela Oceania, alcançando a segunda colocação na Austrália e Nova Zelândia. Além disso, no país australiano, onde a obra foi certificada platina,se tornou a 101ª mais executada de sempre.No Reino Unido, posicionou-se no 17º lugar da UK Singles Charts e passou 20 semanas na tabela, sendo certificada prata pela British Phonographic Industry (BPI).
| Tabela musical (2007)                            | Melhor posição |
| ------------------------------------------------ | -------------- |
| Alemanha (Media Control Charts)                  | 11             |
| Austrália (ARIA Charts)                          | 2              |
| Áustria (Ö3 Austria Top 40)                      | 14             |
| Bélgica (Ultratop de Flandres)                   | 11             |
| Bélgica (Ultratop de Valônia)                    | 13             |
| Canadá (Canadian Hot 100)                        | 9              |
| Dinamarca (Hitlisten)                            | 12             |
| Eslováquia (IFPI Slovenská Republika)            | 45             |
| Estados Unidos (Billboard Hot 100)               | 25             |
| Estados Unidos (Pop Songs)                       | 23             |
| Estados Unidos (Hot Dance Club Songs)            | 18             |
| Europa (Euro Digital Songs)                      | 12             |
| Hungria (Magyar Hanglemezkiadók Szövetsége)      | 3              |
| Irlanda (Irish Recorded Music Association)       | 12             |
| Itália (Federazione Industria Musicale Italiana) | 8              |
| Nova Zelândia (Recorded Music NZ)                | 2              |
| Países Baixos (MegaCharts)                       | 13             |
| Reino Unido (UK Singles Chart)                   | 17             |
| Chéquia (IFPI Česká Republika)                   | 80             |
| Romênia (Romanian Top 100)                       | 11             |
| Rússia (Top Hit)                                 | 152            |
| Suécia (Sverigetopplistan)                       | 24             |
| Suíça (Schweizer Hitparade)                      | 11             |
| Ucrânia (ФДР Україна чартах)                     | 1              |

| Tabela musical (2007)          | Posição |
| ------------------------------ | ------- |
| Austrália (ARIA Charts)        | 8       |
| Áustria (Ö3 Austria Top 40)    | 73      |
| Países Baixos (MegaCharts)     | 78      |
| Suíça (Schweizer Hitparade)    | 46      |
| Reino Unido (UK Singles Chart) | 74      |

| Tabela musical          | Posição |
| ----------------------- | ------- |
| Austrália (ARIA Charts) | 101     |

| País                       | Certificação |
| -------------------------- | ------------ |
| Austrália (ARIA)           | Platina      |
| Bélgica (BEA)              | Ouro         |
| Canadá (Music Canada)      | Ouro         |
| Dinamarca (IFPI Dinamarca) | Ouro         |
| Estados Unidos (RIAA)      | Ouro         |
| Nova Zelândia (RMNZ)       | Ouro         |
| Reino Unido (BPI)          | Prata        |

## Créditos
Todo o processo de elaboração da canção atribui os seguintes créditos pessoais:
| Pessoal - Christina Aguilera - vocalista principal, vocais de fundo, composição; - Linda Perry - produção, composição, baixo, direção, piano, mellotron; - Jim McMillen - trombone; - Chris Tedesco - trompete; | - Ray Herrmann - saxofone; - Glen Berger - saxofone; - Nathan Wetherington - bateria; - Marc Jameson - programação; |

Créditos de samples
- Contém sampler da faixa "Tarzan and Jane Swingin' on a Vine" de Run to Cadence with U.S. Marine, Vol. 2.

## Histórico de lançamento
Em 20 de fevereiro de 2007, "Candyman" foi enviada para as estações radiofônicas norte-americanas. Em 6 de abril e 7 de setembro de 2007, foi disponibilizada para ser comercializada digitalmente na Alemanha e na França, respectivamente. No início de abril de 2007, começou a ser comercializada como versão física. O extended play, acompanhado por três remixes diferentes da obra foi lançado em 10 de abril de 2007.
| País(es)       | Data(s)                 | Formato(s)            |
| -------------- | ----------------------- | --------------------- |
| Estados Unidos | 20 de fevereiro de 2007 | Rádio contemporary    |
| França         | 7 de abril de 2007      | CD single             |
| Alemanha       | 7 de abril de 2007      | CD single             |
| Estados Unidos | 9 de abril de 2007      | CD single             |
| Bélgica        | 10 de abril de 2007     | Extended play digital |
| França         | 10 de abril de 2007     | Extended play digital |
| Alemanha       | 10 de abril de 2007     | Extended play digital |
| Espanha        | 10 de abril de 2007     | Extended play digital |
| Suécia         | 10 de abril de 2007     | Extended play digital |
| França         | 1 de setembro de 2007   | Maxi single           |